# Muskingum County
Muskingum County är ett administrativt område i delstaten Ohio, USA. År 2010 hade countyt 86 074 invånare. Den administrativa huvudorten (county seat) är Zanesville.

## Geografi
Enligt United States Census Bureau har countyt en total area på 1 742 km². 1 721 km² av den arean är land och 21 km² är vatten.

### Angränsande countyn
- Coshocton County - norr
- Guernsey County - öst
- Noble County - sydost
- Morgan County - söder
- Perry County - sydväst
- Licking County - väst

### Orter
- Dresden
- Fultonham
- New Concord
- Norwich
- Roseville (delvis i Perry County)
- Zanesville (huvudort)